# Феджету-де-Сус (Бакеу)
Феджету-де-Сус (рум. Făgetu de Sus) — село у повіті Бакеу в Румунії. Входить до складу комуни Гімеш-Феджет.
Село розташоване на відстані 239 км на північ від Бухареста, 69 км на захід від Бакеу, 135 км на південний захід від Ясс, 108 км на північ від Брашова.

## Населення
За даними перепису населення 2002 року у селі проживали 299 осіб.
Національний склад населення села:
| Національність | Кількість осіб | Відсоток |
| -------------- | -------------- | -------- |
| угорці         | 246            | 82,3%    |
| румуни         | 53             | 17,7%    |

Рідною мовою назвали:
| Мова      | Кількість осіб | Відсоток |
| --------- | -------------- | -------- |
| угорську  | 248            | 82,9%    |
| румунську | 51             | 17,1%    |